# OmiseGO
OmiseGO — общественная финансовая технология, построенная на базе сети Ethereum, представляющая возможность обменивать токен OMG на фиатные деньги в обычных цифровых кошельках. Токен OMG стал первым проектом построенным на базе блокчейна Ethereum, преодолевшим капитализацию в 1 миллиард долларов.

## История
Разработкой проекта занимается компания Omise, созданная в 2013 году, являющаяся платформой для онлайн-платежей и работающая в Японии, Сингапуре и Таиланде. ICO проекта OmiseGO началось 23 июня 2017 года. По окончании ICO, 23 июля 2017 года, было собрано около 25 миллионов долларов.

## Майнинг
Платформа OMG использует алгоритм консенсуса Proof-of-Stake, поэтому традиционный майнинг не предусмотрен. Майнинг на алгоримте PoS происходим путем доказательства доли владения монетами. Чем больше количество монет, тем быстрее вы сможете принять участие в создании нового криптоблока и потом получите за это награду.